# دائرة كاملة (رواية)
دائرة كاملة هي إحدى روايات الروائية الأمريكية دانيال ستيل (بالإنجليزية Full Circle) وهي من الروايات.

## نبذة قصيرة
تدور أحداث الرواية في فترة الستينيات عن فتاة من نيويورك تذهب للجنوب للبحث عن وظيفة معينة إلى ان تحصل ليس فقط على الوظيفة وانما على حياة كاملة وراحة بال.